# Melita Abraham
Melita Isidora Abraham Schüssler, född 7 juli 1997, är en chilensk roddare. 
Abraham tävlade för Chile vid olympiska sommarspelen 2016 i Rio de Janeiro, där hon tillsammans med Josefa Vila slutade på 17:e plats i lättvikts-dubbelsculler.